# Fragum
Fragum is een geslacht van tweekleppigen uit de familie van de Cardiidae.
De naam van het geslacht werd voor het eerst geldig gepubliceerd in 1798 door Peter Friedrich Röding, die de nagelaten schelpenverzameling van de overleden Joachim Friedrich Bolten catalogeerde en van Latijnse benamingen volgens het systeem van Linnaeus voorzag.

## Soorten
- Fragum fragum (Linnaeus, 1758)
- Fragum grasi Ter Poorten, 2009
- Fragum mundum (Reeve, 1845)
- Fragum nivale (Reeve, 1845)
- Fragum scruposum (Deshayes, 1855)
- Fragum sueziense (Issel, 1869)
- Fragum unedo (Linnaeus, 1758)
- Fragum whitleyi Iredale, 1929